# Sophie Howard
Sophie Howard (* 17. September 1993 in Hanau) ist eine deutsch-britische Fußballspielerin.

## Vereinskarriere

### Anfänge in Hoffenheim
Howard wechselte 2009 vom hessischen SV Phönix Düdelsheim zum damaligen Regionalligisten TSG 1899 Hoffenheim. Mit den U17-Juniorinnen der Hoffenheimer wurde sie in ihrer ersten Saison süddeutscher Meister sowie Vizemeister in der B-Juniorinnen-Meisterschaft 2009/10. In derselben Saison spielte Howard auch für die erste Mannschaft der Hoffenheimerinnen, mit dieser konnte sie am Ende der Saison 2009/10 in die 2. Fußball-Bundesliga Süd aufsteigen. Bis zur Saison 2011/2012 absolvierte sie 17 Regionalliga-, 42 Zweitligaspiele und acht Pokalspiele für die TSG.

### Wechsel in die USA
Während der Saison 2011/12 gab Sophie Howard bekannt, in die Vereinigten Staaten wechseln zu wollen. Sie hatte gerade ihr Abitur in Walldorf bestanden und wollte an der University of Central Florida in Orlando, Florida studieren. Dort spielte sie auch College Soccer bei den UCF Knights, wo sie mit Lena Petermann und Karoline Heinze zusammen spielte. Gleich in ihrer ersten Saison stand sie bei allen Spielen, bis auf eins, auf dem Platz. Aufgrund ihrer Leistungen wurde sie am Ende der Saison in die Auswahlmannschaft All-Conference USA Freshman Team berufen. 2013 wurde sie in das American Athletic Conference All-Tournament Team berufen.
Von 2013 bis 2015 war sie in der nordamerikanischen W-League für die Colorado Rapids Women beziehungsweise Colorado Pride aktiv.

### Rückkehr nach Deutschland
Im Februar 2015 wurde bekannt, dass Howard im Sommer 2015 zurück zur TSG 1899 Hoffenheim wechselt. Dort etablierte sie sich gleich am Anfang der Saison als Stammspielerin. Nach drei Jahren verließ sie den Klub im Sommer 2018 und wechselte zum FC Reading nach England.

### Zweite Liga in England
Zur Saison 2020/21 wechselte sie zum Zweitligisten Leicester City WFC, errang mit dem Verein die Zweitligameisterschaft und stieg in die FA Women’s Super League auf.

## Nationalmannschaft
Howard nahm mit der deutschen U-20-Auswahl an der U-20-Fußball-Weltmeisterschaft der Frauen in Japan teil, kam dort aber nicht zum Einsatz. Am 11. August 2016 erfolgte ihre Berufung in den Next Gen Kader (U 23) Englands. Am 31. März 2017 wurde Howard, die einen schottischen Großvater hat, schließlich in die schottische Fußballnationalmannschaft der Frauen für ein Testspiel gegen die belgische Fußballnationalmannschaft der Frauen berufen und debütierte dort am 11. April als Einwechselspielerin.
Mit den Schottinnen nahm sie an der Fußball-Europameisterschaft der Frauen 2017 teil, absolvierte aber keines der Spiele der Mannschaft.
Während des Januar-Trainingslagers 2018 stand sie bei der 0:3-Niederlage am 19. Januar 2018 gegen Norwegen erstmals in der Startelf und spielte über die volle Distanz.
In der Qualifikation für die WM 2019 wurde sie in vier Spielen eingesetzt und stand dabei immer in der Startelf, darunter in den beiden letzten entscheidenden Spiele, durch die sich die Schottinnen letztlich erstmals für eine WM-Endrunde qualifizierten.
Am 15. Mai wurde sie dann für den ersten schottischen WM-Kader der Frauen nominiert.
Am 28. Mai 2019 wurde sie beim Testspiel gegen Jamaika zur zweiten Halbzeit eingewechselt und erzielte in der 68. Minute mit ihrem ersten Länderspieltor den 3:2-Endstand.
Bei der WM wurde sie in zwei Spielen eingesetzt und dabei je einmal aus- und eingewechselt. Nach Niederlagen gegen England und Ex-Weltmeister Japan sowie einem Remis gegen Argentinien schieden die Schottinnen aus. In der misslungenen Qualifikation für die EM 2022 hatte sie zwei Einsätze.

## Erfolge
- Aufstieg in die 2. Fußball-Bundesliga Süd 2009/2010
- Meister in der Regionalliga für B-Juniorinnen Südwest 2009/2010
- Meister der FA Women’s Championship 2020/21